# Батакоевское сельское поселение
Батакоевское се́льское поселе́ние — муниципальное образование в Правобережном районе Северной Осетии Российской Федерации.
Административный центр — село Батако.

## История
Статус и границы сельского поселения установлены Законом Республики Северная Осетия-Алания от 5 марта 2005 года № 17-рз «Об установлении границ муниципального образования Правобережный район, наделении его статусом муниципального района, образовании в его составе муниципальных образований - городского и сельских поселений и установлении их границ»

## Население
| 2002  | 2010  | 2011  | 2012  | 2013  | 2014  | 2015  |
| ----- | ----- | ----- | ----- | ----- | ----- | ----- |
| 919   | ↗1085 | ↘1083 | ↘1080 | ↘1070 | ↗1076 | ↗1081 |
| 2016  | 2017  | 2018  | 2019  | 2020  | 2021  | 2023  |
| ↗1090 | ↘1079 | ↘1076 | ↘1067 | ↗1070 | ↘1055 | ↘1051 |
| 2024  | 2025  |       |       |       |       |       |
| ↘1046 | ↘1035 |       |       |       |       |       |

## Состав сельского поселения
| № | Населённый пункт | Тип населённого пункта       | Население |
| - | ---------------- | ---------------------------- | --------- |
| 1 | Батако           | село, административный центр | ↘1035     |